# Trương Hổ (Tam Quốc)
Trương Hổ (tiếng Trung: 張虎; bính âm: Zhang Hu) là tướng lĩnh Tào Ngụy thời Tam Quốc trong lịch sử Trung Quốc.

## Cuộc đời
Trương Hổ quê ở huyện Mã Ấp, quận Nhạn Môn, Tịnh Châu, là con trai của Tấn Dương hầu Trương Liêu.
Năm 222, Trương Liêu chết bệnh ở Giang Đô, triều đình cho Trương Hổ kế thừa hầu tước, quan đến thiên tướng quân.
Không rõ Trương Hổ mất năm nào. Con trai là Trương Thống (張統) tập tước. Đến khi Tư Mã Viêm soán Ngụy (265), tước phong bị hủy bỏ.

## Trong văn hóa
Trong tiểu thuyết Tam quốc diễn nghĩa, tương tự Quan Hưng, Trương Bào thì Trương Hổ, Nhạc Lâm là một cặp tướng lĩnh được mô tả tương đối sinh động. Trương Hổ xuất hiện ở hồi 98, là tướng lĩnh dưới quyền Quách Hoài.
Năm 228, sau trận Trần Thương, Gia Cát Lượng không hạ được Hác Chiêu, bèn theo kế của Khương Duy, cho các tướng trấn thủ Nhai Đình, cửa Trần Thương, còn đại quân ra Kỳ Sơn. Tào Chân, Quách Hoài phái Tôn Lễ đi vận lương, thăm dò quân tình, lại lấy Trương Hổ làm tiên phong, Nhạc Lâm làm phó tiên phong, đóng giữ trại đầu. Tào Chân bày kế đánh úp trại Thục, bị Khổng Minh tương kế tựu kế, cho Mã Trung, Trương Ngực đẩy lui Tôn Lễ, cho Ngô Ý, Ngô Ban ngăn cản Trương Hổ, Nhạc Lâm cướp trại. Đến khi hai tướng phá được vòng vây thì phát hiện tra trại đã bị tướng Thục là Quan Hưng, Trương Bào cướp mất, buộc phải rút về trại chính.
Năm 230, Gia Cát Lượng từ Hán Trung xuất quân. Quân Ngụy thất thế, Tư Mã Ý bèn cùng Gia Cát Lượng đấu trận, sai Đới Lăng, Trương Hổ, Nhạc Lâm dẫn quân phá trận. Ba tướng bị bắt nhưng lại được thả về.
Năm 234, Gia Cát Lượng bắc phạt, Tư Mã Ý phái Hạ Hầu Bá, Hạ Hầu Uy mai phục trên núi, Trương Hổ, Nhạc Lâm cầm 2.000 quân nỏ mai phục gần cầu phao, chờ lúc quân Thục xuôi dòng xuống Vị Thủy thì bắn tên. Đến giờ ngọ, quân Thục do Ngụy Diên, Mã Đại chỉ huy đến chân núi thì bị phục kích đẩy lui. Ngô Ban đem quân ra định đốt cầu phao thì bị Trương Hổ, Nhạc Lâm bắn tên. Ngô Ban tử trận, thuyền bè phần nhiều bị quân Ngụy cướp được.
Gia Cát Lượng muốn đánh lâu dài, cho chế tạo trâu gỗ, ngựa máy để vận lương. Tư Mã Ý biết tin, phái Trương Hổ, Nhạc Lâm đến đánh cướp. Hai tướng đánh lui Cao Tường, đem được trâu gỗ, ngựa máy về. Sau đó, cha con Tư Mã Ý, Tư Mã Sư, Tư Mã Chiêu dẫn quân ra hang Thượng Phương, để Trương Hổ, Nhạc Lâm đi sau tiếp ứng. Khổng Minh dùng kế đốt hang, suýt chút nữa thiêu chết ba cha con nhà Tư Mã. May nhờ trời mưa nên cha con Tư Mã Ý thoát chết, phá vây để hội quân với Trương Hổ, Nhạc Lâm rút về Vị Nam.
Năm 238, Tư Mã Ý dẫn quân bình định Công Tôn Uyên, Trương Hổ, Nhạc Lâm cùng Hồ Tuân, Hạ Hầu Bá, Hạ Hầu Uy tham gia bao vây, bức cha con Uyên đầu hàng.